# Dianne Day
Pour les articles homonymes, voir Day.
Dianne Day, née le 5 juillet 1938 dans l'État du Mississippi et morte le 11 juillet 2013, est une femme de lettres américaine, auteure de roman policier historique.

## Biographie
En 1996, elle publie Les Étranges Dossiers de Fremont Jones (The Strange Files of Fremont Jones), un roman policier historique grâce auquel elle est lauréate du prix Macavity du meilleur premier roman. Ce roman amorce la série consacrée aux enquêtes de Fremont Jones, un détective privé avant la lettre qui vit à San Francisco à la fin du XIXe siècle et au cours des premières années du XXe siècle.

## Œuvre

### Romans

#### SérieFremont Jones
- The Strange Files of Fremont Jones (1996) Publié en français sous le titre Les Étranges Dossiers de Fremont Jones, Paris, Librairie des Champs-Élysées, coll. « Labyrinthes » no 24 (1997)  (ISBN 2-7024-9574-5)
- Fire and Fog (1997) Publié en français sous le titre L'Incendie de San Francisco, Paris, Librairie des Champs-Élysées, coll. « Labyrinthes » no 33 (1998)  (ISBN 2-7024-9612-1)
- The Bohemian Murders (1998) Publié en français sous le titre La Gardienne du phare, Paris, Librairie des Champs-Élysées, coll. « Labyrinthes » no 59 (1999)  (ISBN 2-7024-9678-4)
- Emperor Norton's Ghost (1999) Publié en français sous le titre Le Fantôme de l'empereur, Paris, Librairie des Champs-Élysées, coll. « Labyrinthes » no 72 (2000)  (ISBN 2-7024-9687-3)
- Death Train to Boston  (2000)
- Beacon Street Mourning (2001)

#### Autres romans
- Obsidian (1987)
- The Stone House (1989)
- Cut to the Heart (2002)

## Prix et distinctions
- Prix Macavity 1996 du meilleur premier roman pour The Strange Files of Fremont Jones